# Ken Mary
Pour les articles homonymes, voir Mary.
Ken Mary est un batteur américain de heavy metal connu pour avoir joué avec des groupes tels que Accept, Fifth Angel, Chastain, TKO, Impellitteri, Alice Cooper.

## Discographie

### En tant que musicien
- 1984 - In Your Face (TKO) : batterie
- 1986 - Nightmare Returns : batterie (tournée de l'album Constrictor)
- 1987 - The 7th of Never (Chastain) : batterie
- 1987 - Instrumental Variations (David T. Chastain) : batterie
- 1987 - Raise Your Fist and Yell (Alice Cooper) : batterie
- 1988 - The Voice of the Cult  (Chastain) : batterie
- 1988 - Fifth Angel (Fifth Angel) : batterie; chœurs; auteur-compositeur (Only the Strong Survive)
- 1989 - Time Will Tell (Fifth Angel) : batterie; auteur-compositeur (pistes 1,4 & 9)
- 1990 - Sahara (House of Lords) : batterie; auteur-compositeur (pistes 1,2,5,6,7,9 & 10)
- 1993 - Listen (Jordan Rudess) : batterie
- 1997 - Fuel for the Fire (Impellitteri) : batterie
- 2000 - Songs from the Ocean Floor (Kip Winger) : batterie
- 2008 - Ruler of the Wasteland  (Chastain) : batterie
- 2009 - Fire Works (Bonfire) : batterie; percussions

### En tant que technicien
- 2000 - Transparent (La Rue) : producteur
- 2001 - The World Needs a Hero (Megadeth) : pro tools
- 2005 - Nothing We Create Seems to Last EP  (Nobility Obliged) : mixage